# Austromerope
Genre
Austromerope est un genre de la famille des Meropeidae.

## Systématique
Le genre Austromerope a été créé en 1933 par l'entomologiste britannique Frederick James Killington (d) (1894-1957).

## Liste des espèces
Selon GBIF (29 août 2021) :
- Austromerope brasiliensis Machado, Kawada & Rafael, 2013
- Austromerope poultoni Killington, 1933

## Publication originale
- Killington, F. J., « A new genus and species of Meropeidae (Mecoptera) from Australia. », Entomologist's monthly magazine, vol. 69,‎ 1933, p. 1-4